# 多田善洋
多田 善洋（ただ よしひろ、1960年（昭和35年）3月11日 - ）は、日本の政治家、実業家。群馬県館林市長（2期）。過去には、群馬県議会議員（2期）、館林市議会議員（3期）などを務めた。

## 来歴
群馬県館林市出身。館林市立第二小学校、館林市立第一中学校、佐野日本大学高等学校、日本大学経済学部卒業。
シャープ社員を経て、1992年、「クリエイト誠和」代表取締役に就任。館林市議会議員に当選後、市議会副議長、館林市遺族会副会長に就任。2017年、群馬県議会補欠選挙に自由民主党公認で立候補し当選。2019年の群馬県議選で再選。
2020年12月19日、翌年実施予定の館林市長選挙（3月21日告示・同月28日投開票）への立候補を表明。2021年2月17日付で県議を辞職。3月28日の投開票の結果、連合群馬の推薦や山本一太群馬県知事からの全面支援を受けた現職の須藤和臣を破り初当選を果たした。
※当日有権者数：61,893人 最終投票率：49.66%（前回比：＋1.67pts）
| 候補者名 | 年齢 | 所属党派 | 新旧別 | 得票数   | 得票率 | 推薦・支持 |
| -------- | ---- | -------- | ------ | -------- | ------ | ---------- |
| 多田善洋 | 61   | 無所属   | 新     | 16,410票 | 54.11% |            |
| 須藤和臣 | 53   | 無所属   | 現     | 13,916票 | 45.89% |            |

2025年（令和7年）3月23日に行われた市長選挙では自民党と公明党の推薦を受け、元市議ら2名を破り、再選を果たした。
※当日有権者数：60,104人 最終投票率：37.89%（前回比：-11.77pts）
| 候補者名 | 年齢 | 所属党派 | 新旧別 | 得票数   | 得票率 | 推薦・支持                 |
| -------- | ---- | -------- | ------ | -------- | ------ | -------------------------- |
| 多田善洋 | 65   | 無所属   | 現     | 13,370票 | 60.14% | （推薦）自由民主党・公明党 |
| 佐藤聡   | 66   | 無所属   | 新     | 4,959票  | 22.31% |                            |
| 吉野高史 | 67   | 無所属   | 新     | 3,901票  | 17.55% |                            |